# Liste des maphriens de l'Orient
Liste des maphriens de l'Orient (primat du Maphrianat de l'Orient).

## Métropolites de Céleucie-Ctésiphon
- Papa bar Aggai 285-326 ou 327
- Shimun (Simon) Bar Sabbae 326 ou 327-344
- Shahdost 344-345
- Bar Bashmin 345-346
- Thomooso 364 ou 365-372 ou 373
- Qayuma 372 ou 373-380

## Catholicos de l'Orient
- Mar Isaac 399-411
- Mar Abda 411-415
- Mar Yaballaha Ier 415-420
- Mar Mana 420
- Mar Dadisho Ier (421-456).
- Mar Babowaï Ier (457-484)

En 484, lors du concile de Beth Lapat, l'Église de Perse affirme son adhésion à l'enseignement théologique de Théodore de Mopsueste, ce qui lui vaut le qualificatif d'« Église nestorienne ».
Séparation définitive avec l'Église de l'Orient.

## Grands Métropolites de l'Orient
- Mor Ahudemeh 559-575.
- Mor Khameeso 578-609
- Mor Samuel 614-624

## Maphriensde l'Orient
- Mor Marutha (Morooso) 629-649
- Mor Denha Ier 649-659
- Bar Easo 669-683
- Mor Abraham (Ibrahim al-Sayyad) 685-686
- Mor David 686
- Mor Yohannan 686-688
- Mor Denha II 688-728
- Mor Paulose 728-757
- Mor Yohannan II 758-785
- Mor Joseph 785-786
- Mor Sarbiel 794-810
- Mor Shemavun 811-?
- Mor Baselios ?-830
- Mor Daniel 829-834
- Mor Thoma 834-847
- Mor Baselios II (Lazare le Stylite) 848-868
- Mor Malkeesadek 857-869
- Mor Sargis 872-883
- Mor Athanasius 887-903
- Mor Thoma II (Stylite) 910-911
- Mor Denha III 912-932
- Mor Baselios III 936-960
- Mor Kuriakose 962-979
- Mor Yuhanon III de Damas 980 ou 981-988
- Mor Ignatius bar Keekke 991-1016
- Mor Athanasius II d'Édesse 1027-1041
- Mor Baselios IV de Tigrit 1046-1069
- Mor Yuhanon Sleeba Ier 1075-1106
- Mor Dionysius Mosa 1112-1134
- Mor Ignatius Lazar 1142 ou 1143-1164
- Mor Yuhanon Sarugoyo (Sarug) 1164-1188
- Mor Gregorios Yakub 1189-1214
- Mor Ignatius David 1215-1222
- Mor Dionysius Sleeba 1222-1231
- Mor Yuhanon Bar Ma'dani 1232-1252
- Mor Ignatius Sleeba 1252-1258
- Mor Gregorios Bar Ebrayo 1264-1286
- Mor Gregorios Bar Souma 1288 ou 1289-1308
- Mor Gregorios Mathai 1317-1345
- Mor Athanasius Abraham 1364-1379
- Mor Baselios Behnam al-Hadli (Hadliyo) 1404-1412
- Mor Behnam Araboyo (Diascorus) 1415-1417
- Mor Bar Souma Moudyano 1422 -1455
- Mor Baselios Azeez 1471-1487
- Mor Nuh le Libanais 1489-1493
- Mor Abraham 1496-1508
- Mor Baselios Blias ?-1523
- Mor Athanasius Habeeb Ier 1528-1533
- Mor Baselios Elias 1533-1552
- Mor Baselios Nemet Allah Ier 1555-1557
- Mor Baselios Abded al Ghani 1557-1575
- Mor Baselios David Shah Ibin Nur'Adin 1575-1576
- Mor Baselios Philathose 1576-1591
- Mor Baselios Abd al Ghani 1591-1597
- Mor Pathros V Hadaya 1597
- Mor Baselios Isaya 1626
- Mor Baselios Sakralla Ier 1639-1652
- Mor Baselios Abdul Masih Ier 1655-1662
- Mor Baselios Habeeb II 1665-1674
- Mor Baselios Yeldho 1678-1685
- Mor Baselios Gevarghese II 1674-1687
- Mor Baselios Isahac II 1687-1709
- Mor Baselios Mathai 1709
- Mor Baselios Lazar III 1713
- Mor Baselios Mathai II 1714-?
- Mor Baselios Sakralla II ?-1722
- Mor Gregorios Lazar IV 1730-1742
- Mor Baselios Sakralla III d'Alep 1748-1764
- Mor Baselios Geevarghese III Mosa 1760-1768
- Mor Baselios Sleeba IV 1773-?
- Mor Baselios Bishara 1782-1811
- Mor Baselios Yavanan 1803
- Mor Baselios Kurillos Abd al Azeez 1811-1816
- Mor Baselios Mathew IV 1820
- Mor Baselios Elias II 1825-1827
- Mor Baselios Elias III Ankas 1827-1838
- Mor Baselios Behanam IV 1852-1859